# Abwurfmunition der Japanischen Marine im Zweiten Weltkrieg
Eine Auflistung der Abwurfmunition, die von der Kaiserlich Japanischen Marine im Zweiten Weltkrieg für die Kaiserlich Japanischen Marineluftstreitkräfte entwickelt wurde. Die Kaiserlich Japanische Armee produzierte für ihre Fliegerverbände eigene Abwurfmunition, die sich von der der Marine unterschied.

## Typenunterscheidung
Der überwiegende Teil der produzierten Abwurfmunition waren Fliegerbomben. Sie waren nach der Marinenomenklatur in drei Gruppen unterteilt:
- Landbomben – Bomben gegen Bodenziele an Land: meist einfach, aus dünnwandigem Stahl produziert. Nase, Rumpf und Heck der Bomben waren hier oft nur mit Schrauben oder gar Nieten zusammengehalten, so dass ein Aufschlag auf gepanzerten Oberflächen den schwach konstruierten Bombenkörper zu zerstören drohte, ohne dass eine Explosion erfolgte.
- Standardbomben – Bombentypen, die sowohl gegen Land- als auch Seeziele eingesetzt werden konnten. Sie reichten von einfachen Konstruktionen bis zu aufwendig gefertigten Modellen mit Bombenkörpern aus gehärtetem Stahl, geeignet um auch die schweren Panzerungen großer Kriegsschiffe zu durchdringen.
- Spezialbomben – als Sammelbegriff für alle anderen Bombentypen

## Farbkennungen von Bomben
Die Bomben der Kaiserlich Japanischen Marine und der Armee waren mit einem Farbsystem kodiert, das es erlaubte, den Typ einer Bombe auf den ersten Blick zu bestimmen. Dazu wurden Farbbänder an vorbestimmten Stellen auf den graugestrichenen Bombenkörper aufgebracht.
Neben diesen Bändern, die in der folgenden Tabelle aufgeschlüsselt werden, waren in vielen Fällen bis zur Einführung des alternativen Kennzeichnungsschemas zwei dünne rote Streifen – je einer auf den gegenüberliegenden Seiten der Bombe – aufgebracht, die von der Spitze des Bombenkörpers bis zu dessen Ende reichten. Bei korrekter Montage der Bombe am Flugzeug waren sie in der Horizontalen zu sehen und funktionierten so als Hilfslinien bei der Sichtkontrolle der Montage.
| Bombentyp/ Baumuster | Kennzeichenschema             | Kennzeichenschema | Kennzeichenschema | Kennzeichenschema | Alternatives Kennzeichnungsschema | Alternatives Kennzeichnungsschema | Alternatives Kennzeichnungsschema | Alternatives Kennzeichnungsschema | Zweck                                                           |
| Bombentyp/ Baumuster | Nasenspitze / Nasenband-Farbe | Körper Farbe      | Heckflosse Farbe  | Rumpfband Farbe   | Nasenspitze / Nasenband-Farbe     | Körper Farbe                      | Heckflosse Farbe                  | Rumpfband Farbe                   | Zweck                                                           |
| -------------------- | ----------------------------- | ----------------- | ----------------- | ----------------- | --------------------------------- | --------------------------------- | --------------------------------- | --------------------------------- | --------------------------------------------------------------- |
| Land                 | Grün                          | Grau              | Grün              | Blau              | Grün / Braun                      | Grau                              | Grau                              | –                                 | Landziele                                                       |
| Standard             | Grün                          | Grau              | Grün              | –                 | Grün / Braun                      | Grau                              | Grau                              | –                                 | Schiffsziele                                                    |
| Baumuster 1          | –                             | –                 | –                 | –                 | Grün / Gelb                       | Grau                              | Gelb                              | –                                 | Träger für chemische Kampfstoffe                                |
| Baumuster 2          | Blau                          | Grau              | Blau              | –                 | Grün / Blau                       | Grau                              | Grau                              | –                                 | U-Jagd-Bombe                                                    |
| Baumuster 3          | Silber                        | Grau              | Silber            | –                 | Grün / Silber                     | Grau                              | Rot                               | –                                 | Bombe gegen Flugzeugformationen                                 |
| Baumuster 4          | –                             | –                 | –                 | –                 | Grün / Weiß                       | Grau                              | Rot                               | –                                 | Bombe mit Raketenantrieb gegen schwer gepanzerte Ziele          |
| Baumuster 5          | –                             | –                 | –                 | –                 | Grün / Weiß                       | Grau                              | Grau                              | –                                 | panzerbrechende Bombe gegen Seeziele                            |
| Baumuster 6          | –                             | –                 | –                 | –                 | Grün / Rot                        | Grau                              | Rot                               | –                                 | Brandbombe                                                      |
| Baumuster 7          | –                             | –                 | –                 | –                 | Grün / Lila                       | Grau                              | Lila                              | –                                 | Träger für biologische Kampfstoffe (keine Marinemuster bekannt) |
| Baumuster 8          | –                             | –                 | –                 | –                 | Grün / Braun                      | Grau                              | Grau                              | –                                 | Springbombe                                                     |
| Baumuster 19         | –                             | –                 | –                 | –                 | –                                 | –                                 | –                                 | –                                 | Bombe für Jagdflugzeuge gegen Flugzeugformationen               |
| Baumuster 21         | –                             | –                 | –                 | –                 | Grün / Braun                      | Grau                              | Grau                              | –                                 | kleine Sprengbomben als Submunition                             |
| Baumuster 22         | –                             | –                 | –                 | –                 | –                                 | –                                 | –                                 | –                                 | kleine Sprengbomben, veraltet                                   |
| Baumuster 23         | –                             | –                 | –                 | –                 | Grün / Braun                      | Grau                              | Grau                              | –                                 | Bomben mit Zeitzündern                                          |
| Baumuster 24         | –                             | –                 | –                 | –                 | –                                 | –                                 | –                                 | –                                 | kleine Fallschirmbomben für den Abwurf als Submunition          |
| Baumuster 25         | –                             | –                 | –                 | –                 | –                                 | –                                 | –                                 | –                                 | Keilbomben, veraltet                                            |
| Baumuster 26         | –                             | –                 | –                 | –                 | –                                 | –                                 | –                                 | –                                 | Planungsversion eines Zeitbombenmusters                         |
| Baumuster 27         | –                             | –                 | –                 | –                 | Grün / Silber                     | Grau/Rot                          | –                                 | –                                 | raketengetriebene Bombe gegen Flugzeugformationen               |
| Baumuster 28         | –                             | –                 | –                 | –                 | Grün / Braun                      | Silber                            | Rot                               | –                                 | leichte (10 kg) raketengetriebene Bombe                         |
| Baumuster 31         | –                             | –                 | –                 | –                 | Grau                              | Grau                              | Grau                              | –                                 | Landbombe mit Abstandszünder                                    |
| Attrappe             | –                             | –                 | –                 | –                 | Grün / Schwarz                    | Weiß/Weiß                         | –                                 | –                                 | –                                                               |
| Übung                | Grün                          | Schwarz           | Weiß              | –                 | Grün / Schwarz                    | Weiß/Weiß                         | –                                 | –                                 | –                                                               |
| Ausbildung           | –                             | –                 | –                 | –                 | Schwarz                           | Schwarz                           | Schwarz                           | Schwarz                           | –                                                               |
| Rauch                | –                             | –                 | –                 | –                 | Grün / Schwarz                    | Grau                              | Grau                              | –                                 | –                                                               |

## Bombentypen

### Bezeichnungen
Die japanische Marine kennzeichnete ihre Bomben mit den folgenden Kennungen:
- Typ in Kombination mit der Jahreszahl der Entwicklung der Bombe nach japanischer Zeitrechnung. So ergibt beispielsweise das Jahr Kōki 2597 bzw. 1937 nach gregorianischem Kalender, die Bezeichnung Typ 97.
- Nummer (No.) in Kombination mit dem gerundeten Gewicht der Bombe in ihrer Gewichtsklasse, geteilt durch 10. So wird aus einer 805-kg-Bombe eine No.-80-Bombe.
- Modell wird an die Kennung angehängt, wenn es größere Änderungen beim Aufbau einer Bombe gegeben hat.
- Modifikation (Mod.) wird an die Kennung angehängt, wenn es kleine Änderungen beim Aufbau einer Bombe gegeben hat.
- Baumuster (BM), analog zum englischen „Mark“, wird an die Kennung angehängt, wenn es sich um ein Modell für einen speziellen Einsatzzweck handelt, beispielsweise die Bekämpfung von U-Booten, Flugzeugverbänden oder besonders gut geschützten Zielen.

### Sprengstoffe
Die verwendeten Sprengstofftypen für die Hauptladung der Bomben beschränkten sich auf „Schimose“ (Pikrinsäure), Typ-91-Sprengstoff (Trinitroanisol) oder Typ-98-Sprengstoff, einer Mischung aus 70 % Trinitroanisol und 30 % HND.

### Aufhängungen
Die Bomben bis zur Gewichtsklasse No. 25 (etwa 250 kg) besaßen eine U-förmige Aufhängung über ihrem Schwerpunkt, mit der sie an entsprechende Haken an Flugzeugen angehängt wurden. Diese Aufhängung konnte bis zu 630 kg Gewicht tragen. Bei schwereren Bomben wurde ein Haltegurt um den Bombenkörper gelegt und an zwei Greifern fixiert. Zusätzlich befanden sich Anfasser an den Haltevorrichtungen der Flugzeuge, um Schlingerbewegungen der montierten Bomben oder Torpedos zu verhindern.

### Land- und Standardbomben

Schnittzeichnungen verschiedener Bombentypen.

Die folgende Tabelle listet japanische Land- und Standardtypen von Bomben auf, die im Zweiten Weltkrieg zum Einsatz kamen. Sofern eine Experteneinschätzung über die genaue Einsatzart einer Bombe vorlag, ist sie zusätzlich zur Land- bzw. Standardkennung vermerkt.
| Bezeichnung                       | Typ / Art                | Gewicht, gesamt | Gewicht der Ladung | Art der Ladung          | Länge    | Durchmesser | mögliche Zünder                          | eingeführt ab Bemerkungen |
| --------------------------------- | ------------------------ | --------------- | ------------------ | ----------------------- | -------- | ----------- | ---------------------------------------- | --- |
| No. 3 Modell 2                    | Standard                 | 30 kg           | 14,1 kg            | Pikrinsäure             | 838 mm   | 191 mm      | A-1(a),A-3(a)                            | tropfenförmig zu Kriegsbeginn veraltet                                                                                            |
| No. 6                             | Land                     | 63,5 kg         | –                  | Pikrinsäure             | –        | –           | Typ 2 Modell 2 mod 0 or mod 1            | veraltet mit Typ-98-Sprengstoff als No. 6 Mod. 1 bezeichnet                                                                       |
| No. 6 Modell 2                    | Standard                 | 60 kg           | 28,2 kg            | Pikrinsäure             | 1.080 mm | 229 mm      | A-1(a),A-3(a)                            | tropfenförmig Produktion zwischen 1940 und 1941 beendet, aber weiter benutzt                                                      |
| Typ 3 No. 6 Modell 1              | Land                     | 56,4 kg         | 23,51 kg           | Typ 98 Mod.1            | 1.025 mm | 200 mm      | C-2 (a)                                  | 1944 entwickelt Durchschlagsleistung 200 mm verstärkter Beton                                                                     |
| Typ 3 No. 6 BM 23 Modell 1        | Land                     | 62,5 kg         | 23,6 kg            | Typ 98                  | 1.025 mm | 200 mm      | Typ 99 Modell 1/2                        | ab 1943 Kopfring, gegen Flugfelder                                                                                                |
| Typ 97 No. 6                      | Land                     | 60,4 kg         | 24 kg              | Typ 98                  | 1.025 mm | 200 mm      | A-3(a),A-3(b)                            | Durchschlagsleistung: 200 mm verstärkter Beton                                                                                    |

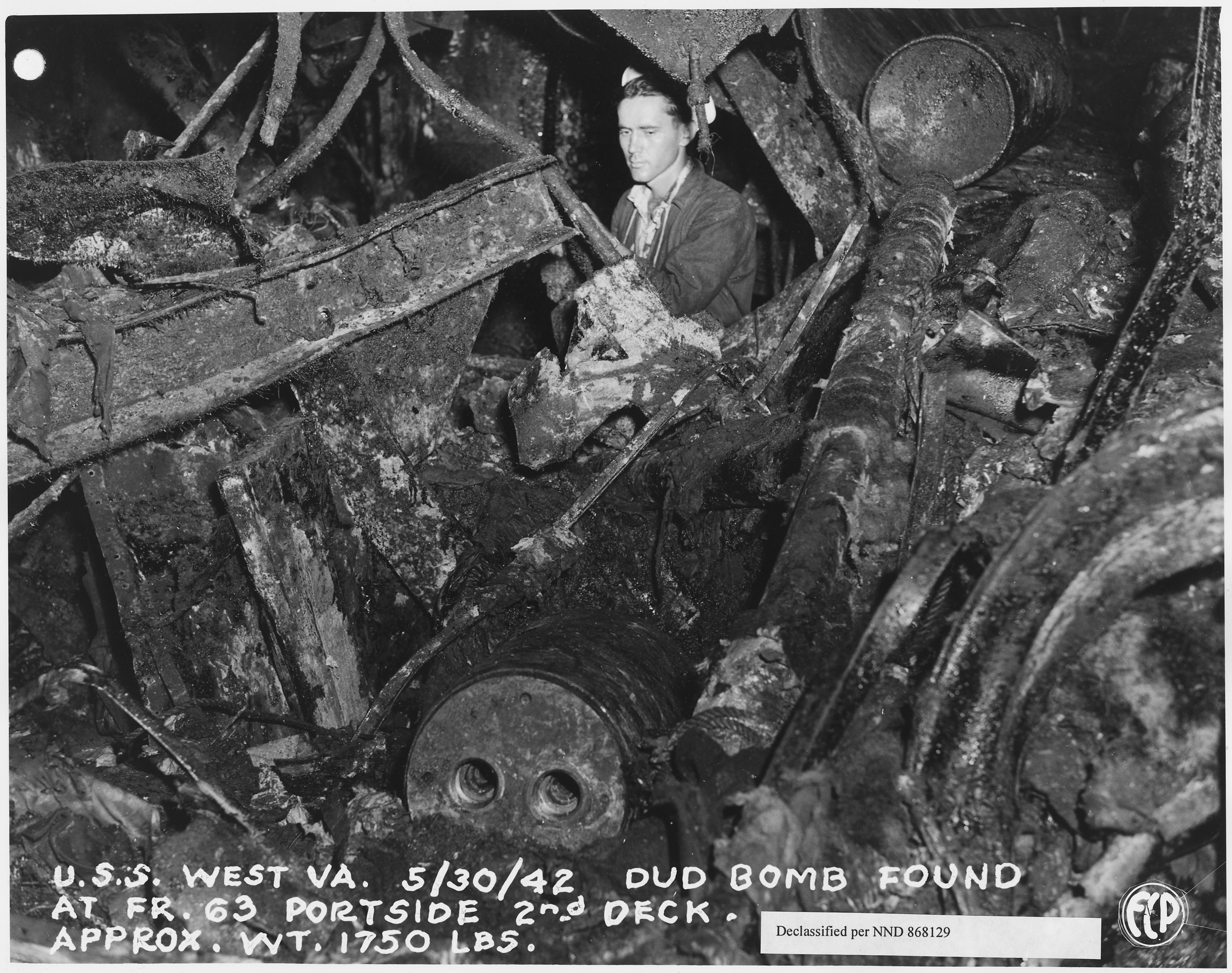
Eine Fliegerbombe Typ 99 No. 80 BM 5, die beim Überfall auf Pearl Harbor 1941 von einem B5N-Bomber abgeworfen wurde und das Schlachtschiff West Virginia getroffen hat, explodierte nicht und blieb auf dem Panzerdeck zurück. Hier sind bereits beide Zünder aus dem Blindgänger entfernt worden.

| Typ 99 No. 6 Modell 1             | Standard                 | 62,8 kg         | 30 kg              | Pikrinsäure             | 1.144 mm | 225 mm      | A-3(a)                                   | ab 1939 Durchschlagsleistung: 25 mm Panzerstahl                                                                                   |
| Typ 99 No. 6 BM 2                 | Standard                 | 63,6 kg         | 38,6 kg            | Typ 98                  | 1.067 mm | 238 mm      | A-3(a)                                   | [ 10 ] |
| Typ 99 No. 6 BM 2 Mod. 1          | Standard/ U-Jagd-Bombe   | 63,6 kg         | 38,6 kg            | Typ 98                  | 1.073 mm | 240 mm      | A-3(a)                                   | [ 11 ] |
| No. 25                            | Land                     | 250 kg          | 150 kg             | Typ 98                  | 1.829 mm | 349 mm      | A-3(a), A-3(b), C-2(a),B-3(a)C-1 (a)     | 1938 entwickelt Produktion zu Kriegsbeginn beendet                                                                                |
| No. 25 Modell 2                   | Standard                 | 253,2 kg        | 103,6 kg           | Pikrinsäure             | 1.816 mm | 356 mm      | A-3(a),B-3(a)                            | Produktion zuvor beendet, aber bis Kriegsende im Einsatz tropfenförmig                                                            |
| Typ 98 No. 25                     | Land                     | 242,2 kg        | 96,59 kg           | Typ 98                  | 1.810 mm | 300 mm      | A-3(a), A-3(b), C-2(a), B-3 (a), C-1 (a) | ab 1939, D3-A, Schlacht um Midway                                                                                                 |
| Typ 1 No. 25 BM 2 Modell 1        | Standard/ U-Jagd-Bombe   | 260 kg          | 144 kg             | Typ 98                  | 1.829 mm | 349 mm      | A-3(a), B-3(a)                           | ab 1941, Holzflossen mit Sollbruchstelle                                                                                          |
| Typ 1 No. 25 BM 2 Modell 1 Mod. 1 | Standard/ U-Jagd-Bombe   | 266 kg          | 144 kg             | Typ 98                  | 1.829 mm | 349 mm      | A-3(a), B-3(a)                           | ab 1941, wie Modell 1 aber mit einer Prallscheibe auf der Spitze                                                                  |
| Typ 99 No. 25 Modell 1            | Standard                 | 251,1 kg        | 61,52 kg           | Typ 98                  | 1.809 mm | 304 mm      | A-3(a), A-3(b), B-2(a)                   | ab 1939 Durchschlagsleistung: 50 mm Panzerstahl                                                                                   |
| Typ 3 No. 25 Modell 1             | Land                     | 239,4 kg        | 96,96 kg           | Typ 98                  | 1.810 mm | 300 mm      | A-3(a)                                   | ab 1944 Durchschlagsleistung: 400 mm verstärkter Beton                                                                            |
| Typ 3 No. 25 BM 31 Modell 1       | Land                     | 190 kg          | 79,5 kg            | Typ 98                  | 1.896 mm | 300 mm      | Exp. Typ 3                               | Juli 1944 Ende der Testphase |
| Typ 3 No. 25 BM 8                 | Standard/ Springbombe    | 280 kg          | 103,6 kg           | Typ 98                  | 1.810 mm | 300 mm      | A-3(a)                                   | ab 1944 150–250 Meter Springreichweite                                                                                            |
| No. 50 Modell 2                   | Standard                 | 507 kg          | 220,95 kg          | Pikrinsäure oder Typ 98 | 2.356 mm | 450 mm      | A-3(d), B-3(b)                           | ab 1930, tropfenförmig |
| Typ 2 No. 50 Modell 1             | Standard/ panzerbrechend | 491 kg          | 61,38 kg           | Typ 91 oder Typ 98      | 2.000 mm | 396 mm      | A-3(f), B-2(a)                           | ab 1942, panzerbrechend Durchschlagsleistung: 80 mm Panzerstahl                                                                   |
| No. 80                            | Land                     | 805 kg          | 381,97 kg          | Pikrinsäure             | 2.829 mm | 450 mm      | A-1(c), B-3(b), A-3(d)                   | ab 1938, B5N-Bomber, Schlacht um Midway durchschlug bis zu 400 mm verstärkten Beton                                               |
| No. 80 Modell 1                   | Standard                 | 807,5 kg        | 323 kg             | Typ 98                  | 2.829 mm | 450 mm      | A-1(c), A-3(d), B-3(b)                   | ab 1938, Durchschlagsleistung: 70 mm Panzerstahl                                                                                  |
| Typ 3 No. 80 BM 8                 | Standard/ Springbombe    | 850 kg          | 314,5 kg           | Typ 98                  | 2.829 mm | 450 mm      | A-3(a)                                   | ab 1944, 150–300 Meter Springreichweite                                                                                           |
| Typ 3 No. 80 BM 31 Modell 1       | Land                     | 676,05 kg       | 392 kg             | Typ 98                  | 3.189 mm | 450 mm      | Exp. Typ 3                               | Juli 1944 Ende der Testphase |
| Typ 99 No. 80 BM 5                | Standard/ panzerbrechend | 796,8 kg        | 22,31 kg           | Typ 91                  | 2.351 mm | 409 mm      | zwei B-2(b)                              | ab 1941, umgebaute 40,9-cm-Granate Durchschlagsleistung: 150 mm Panzerstahl B5N-Bomber versenkten mit diesem Typ die USS Arizona. |
| Typ 2 No. 80 BM 5 Mod. 1          | Standard/ panzerbrechend | 811,2 kg        | 35,69 kg           | Typ 91                  | 2.330 mm | 409 mm      | zwei B-2(b)                              | ab 1942, Serienversion der Typ 99 No. 80 BM 5 Durchschlagsleistung: 150 mm Panzerstahl                                            |
| Typ 3 No. 150 BM 5                | Standard/ panzerbrechend | 1.498,6 kg      | 49,45 kg           | Typ 91                  | 2.740 mm | 409 mm      | zwei B-2(b)                              | 1942 entwickelt, bei Kriegsende Produktion angelaufen                                                                             |

### Raketen und raketenunterstützte Bomben
Die Japaner entwickelten eine begrenzte Anzahl von Bomben, deren Fallgeschwindigkeit durch einen Raketenmotor künstlich gesteigert wurde und einige ungelenkte Raketenmodelle, die für die Bekämpfung von Land-, See- oder Luftzielen vorgesehen waren. Sie gehören streng genommen nicht zur „Abwurfmunition“, wurden aber in den entsprechenden Untersuchungsberichten der US-Marine nach dem Krieg gemeinsam mit Fliegerbomben als „rocket bombs“ aufgelistet. Nur drei dieser Modelle kamen tatsächlich zum Einsatz – die panzerbrechende Bombe Typ 3 No. 25 BM 4, die Luft-Luft-Rakete Typ 3 No. 6 BM 27 und die Rakete Yokosuka MXY-7 für Selbstopfereinsätze.
| Bezeichnung                | Gewicht  | Beschreibung |
| -------------------------- | -------- | --- |
| Typ 3 No. 25 Mod. 1 BM 4   | 315 kg   | Ab 1944 eingesetzte panzerbrechende Bombe zum Einsatz gegen Schiffsziele. Um die Durchschlagsleistung zu steigern, wurde die Fallgeschwindigkeit der Bombe durch einen Raketenmotor in ihrem Heck um 90 m/s gesteigert. Die Bombe war 1,884 Meter lang und war mit einer bis zu 23 cm dicken Nase aus geschmiedetem Stahl ausgestattet, der eine 3,5 kg schwere Typ-91-Sprengladung folgte. Die Durchschlagsleistung lag bei 125–150 mm Panzerstahl, die Zündung erfolgte über einen Verzögerungszünder. Der Raketenmotor wurde mit 15 kg chemischen Treibstoff betrieben, die Sprengladung wird, mit nur 1,26 % des Gesamtgewichts, als zu schwach beschrieben. |
| Typ 5 No. 1 BM 9           | 13 kg    | Experimentelle Luft-Boden-Rakete zum Einsatz gegen aufgetauchte U-Boote. Sie trug 1 kg Sprengstoff und erreichte 230 m/s. Experimente fanden im Juni 1944 statt und die Produktion begann gegen Kriegsende, jedoch kam es zu keinem Einsatz mehr. Durchschlagsleistung 25 mm Panzerstahl. |
| Typ 3 No. 6 BM 9           | 84 kg    | Experimentelle Luft-Boden-Rakete, zum Einsatz gegen Landungsboote oder kleine Schiffe. Sie trug 10 kg Sprengstoff und erreichte bis zu 230 m/s. |
| Typ 3 No. 6 BM 27 Modell 1 | 60 kg    | Eine ungelenkte Luft-Luft-Rakete, welche die Bombe Typ 99 No. 3 BM 3 in der Luftzielbekämpfung ersetzte. Sie bestand aus einem Raketenmotor, der einen knapp 3 Kilogramm schweren Spreng-Brand-Gefechtskopf trug. Der Sprengkopf besaß einen einstellbaren Zeitzünder, der die Ladung nach maximal 10 Sekunden Flugzeit zündete. Die Rakete erreichte eine Geschwindigkeit von 270 m/s. Der Gefechtskopf setzte bei der Zündung 140 Pellets aus Eisen frei, von denen jeder eine Ladung aus weißem Phosphor trug. Die Pellets verteilten sich in einem 60°-Trichter. Entwickelt wurde die Waffe im Januar 1944 und eingeführt im Februar 1945.                   |
| Typ 3 No. 1 Modell 1 BM 28 | 7,65 kg  | Experimentelle Luft-Luft-Rakete mit 600 g Sprengstoff im Sprengkopf, Experimente zum Jahresende 1944. Diese Rakete benutzte 2 kg Treibstoff, erreichte eine Geschwindigkeit von bis zu 400 m/s und explodierte beim Aufschlag. |
| Ōka                        | 2.140 kg | Für Selbstopferangriffe konstruierte Rakete für Luft-Boden-Angriffe; abgeworfen von einem Bomber, beschleunigte der Motor auf bis zu 912 km/h. Ein Pilot steuerte die Rakete ins Ziel, wo beim Aufschlag 515 kg Sprengstoff in einem 1.200-kg-Gefechtskopf explodierten. |

### Brandbomben
| Bezeichnung                      | Gesamtgewicht | Länge    | Menge und Art des Brandmittels    | Art der Freisetzung            | Bemerkungen |
| -------------------------------- | ------------- | -------- | --------------------------------- | ------------------------------ | --- |
| Typ 98 No. 7 BM 6 Modell 1       | 71,9 kg       | 1.025 mm | 4 × Elektron-Behälter mit Thermit | Verzögerung oder Aufschlag     | ab 1945, Durchschlagsleistung: 200 mm Beton                                                                              |
| Typ 98 No. 7 BM 6 Modell 2       | 66 kg         | 1.073 mm | 2,25 kg Thermit + 9 Liter Flammöl | Verzögerung oder Aufschlag     | ab 1938 |
| Typ 99 No. 3 BM 3                | 33,7 kg       | 693 mm   | 168 × Phosphor-Brandkörper        | Zerlegezünder Zentrifugalkraft | ab 1939 |
| Typ 99 No. 3 BM 3 Mod. 1         | 33,7 kg       | 693 mm   | 168 × Phosphor-Brandkörper        | Zerlegezünder Zentrifugalkraft | Typ 99 No. 3 BM 3 mit vier zusätzlichen Flügeln am Körper                                                                |
| Typ 1 No. 7 BM 6 Modell 3        | 67,1 kg       | 1.073 mm | 520 × Brandkörper                 | Verzögerung oder Aufschlag     | ab 1941, Streukreis 80 Meter                                                                                             |
| Typ 1 No. 7 BM 6 Modell 3 Mod. 1 | 72,73 kg      | 1.073 mm | 182 × Thermit-Brandkörper         | Verzögerung oder Aufschlag     | ab 1941, Streukreis 80 Meter                                                                                             |
| Typ 2 No. 25 BM 3 Modell 1       | 246 kg        | 1.803 mm | 780 × Brandkörper                 | Zerlege- + Aufschlagzünder     | ab 1943, gegen Flugplätze, Streukreis ca. 160 Meter bei Zündung in 30 Metern Zerlegezünder auf 0–50 Sek. voreinstellbar. |
| Typ 2 No. 25 BM 3 Modell 2       | 251,8 kg      | 1.809 mm | 1087 × Brandkörper                | Aufschlagzünder                | ab 1943, gegen Flugplätze                                                                                                |
| Typ 3 No. 6 BM 3 Modell 1        | 53,64 kg      | 1.809 mm | 261 Phosphor-Brandkörper          | Zerlegezünder                  | ab 1943, gegen Flugzeugformationen                                                                                       |

### Kampfstoffbomben
| Bezeichnung      | Gesamtgewicht | Länge    | Art und Menge des Kampfstoffs | Art der Freisetzung              | Bemerkungen                                                                       |
| ---------------- | ------------- | -------- | ----------------------------- | -------------------------------- | --------------------------------------------------------------------------------- |
| Typ 1 No. 6 BM 1 | 69 kg         | 1.016 mm | 18 kg BM3-Senfgas             | Aufschlagzünder zerstört Gehäuse | ab 1941, umgebaute Bombe Typ 97 No. 6, Wirkradius 10 Meter                        |
| No. 6 BM 1       | 69 kg         | 1.072 mm | 23 kg BM3-Senfgas             | Aufschlagzünder zerstört Gehäuse | ab 1936, umgebaute Bombe Typ 99 No. 6, Wirkradius 10 Meter                        |
| Typ 4 No. 6 BM 1 | –             | –        | BM3-Senfgas                   | Aufschlagzünder zerstört Gehäuse | Prototyp von 1944 als Ersatz für die Vorgänger entwickelt, Sperrholzkonstruktion. |

### Streubomben

Schnittzeichnungen verschiedener Clusterbombentypen.

| Bezeichnung                | Gesamtgewicht | Länge    | Anzahl und Typ der Submunition | Art der Freisetzung                              | Bemerkungen  |
| -------------------------- | ------------- | -------- | ------------------------------ | ------------------------------------------------ | ------------ |
| Typ 2 No. 6 Modell 1 BM 21 | 52,5 kg       | 1.086 mm | 40 × 1-kg-Hohlladungsbomben    | Luftkrepierer zerlegt Körper des Containers      | ab 1944      |
| Typ 2 No. 6 Modell 2 BM 21 | 52,5 kg       | 1.086 mm | 36 × 1-kg-Splitterbomben       | Luftkrepierer zerlegt Körper des Containers      | ab 1944      |
| Typ 2 No. 6 Modell 5       | 56,5 kg       | 932 mm   | 5 × 7-kg-Splitterbomben        | Zentrifugalkraft schleudert Bomben aus Container | ab Juni 1943 |

### Übungsbomben
| Bezeichnung                | Gesamtgewicht | Länge  | Füllung                    | Signalvorrichtung zur Trefferbestätigung | Bemerkungen |
| -------------------------- | ------------- | ------ | -------------------------- | ---------------------------------------- | ----------- |
| 1-kg-Übungsbombe Mod 2     | 1 kg          | 260 mm | roter oder weißer Phosphor | Feuer                                    | –           |
| 1-kg-Übungsbombe Mod 3     | 1 kg          | 260 mm | roter oder weißer Phosphor | Feuer                                    | –           |
| Übungsbombe No. 3 Modell 1 | 31 kg         | 850 mm | Beton/Holz                 | ja, Rauch, Titan(IV)-chlorid             | –           |
| Übungsbombe Typ 99 No. 3   | 33 kg         | 910 mm | 15 Glasscheiben/Holz       | ja, Rauch, Titan(IV)-chlorid             | –           |

### Leuchtbomben
- Typ 96, 6-kg-Leuchtbombe, (kein Schirm), Brenndauer 1 min 20 s, Farbe des Lichts ist weiß/grün
- Modell 2 Mod. 1, 5-kg-Fallschirmleuchtbombe (ein Hauptschirm), Brenndauer 1 min 30 s, Farbe des Lichts ist weiß
- Typ 0 Modell 1, Fallschirmleuchtbombe (ein Hauptschirm)
- Typ 0 Modell 1 Mod. 1, Fallschirmleuchtbombe (Hilfsschirm und Hauptschirm)
- Typ 0 Modell 2, Fallschirmleuchtbombe
- Typ 0 Modell 3 Mod. 1, Fallschirmleuchtbombe
- Experimentelle Modell 11, Fallschirmleuchtbombe (Hilfsschirm und Hauptschirm), Brenndauer 4 min 11 s, Farbe des Lichts ist weiß
- Typ 94, Leuchtbombe mit Schwimmer, Calciumphosphid- bzw. Calciumcarbid-Ladung, Farbe des Lichts ist rot
- Experimentelle Modifikation 1, Leuchtbombe mit Schwimmer
- Typ 94 Modell 2, Leuchtbombe mit Schwimmer, Calciumphosphid- bzw. Calciumcarbid-Ladung, Farbe des Lichts ist rot
- Typ 0 Modell 1, Leuchtbombe mit verbessertem Schwimmer, Calciumphosphid- bzw. Calciumcarbid-Ladung, Farbe des Lichts ist rot

### Rauchbomben mit Schwimmer und Markierungsbomben
- 2-kg-Rauchbombe mit Schwimmer
- 43-kg-Rauchbombe mit Schwimmer
- Typ 0 Modell 1, Rauchbombe mit Schwimmer
- Typ 0 Modell 2, Rauchbombe mit Schwimmer
- Seemarkierungsbombe aus Pappe
- Typ 3 No. 6, Zielmarkierungsbombe
- Typ 2, 2-kg-Zielmarkierungsbombe

### Andere
- 2-kg-Düppel-Bombe

## Zünder
Wie die Bomben wurden auch die Zündvorrichtungen von der Kaiserlichen Marine in Eigenregie produziert.

### Bezeichnungen
Die japanische Marine gab ihren Zündern Bezeichnungen, die denen der Bomben entsprachen, für die sie vorgesehen, oder für die sie ursprünglich entwickelt worden waren. Den Alliierten waren diese Bezeichnungen im Krieg allerdings noch unbekannt. So entwickelten sie ihr eigenes Bezeichnungssystem, das die Zünder nach Art der Montage und Funktion unterschied. Die Zünder mit den Kennung „A“ und „D“ sind Kopfzünder, die in die Spitze einer Bombe geschraubt wurden. Die Zünder mit den Kennungen „B“ sind Bodenzünder, die in das hintere Ende einer Bombe geschraubt wurden.
| Alliierte Bezeichnung | Japanische Bezeichnung | Bemerkungen                                                                      |
| --------------------- | ---------------------- | -------------------------------------------------------------------------------- |
| A-1(a)                | Typ 2 Modell 2         | –                                                                                |
| A-1(b)                | Typ 90                 | –                                                                                |
| A-1(c)                | Typ 2 Modell 1         | –                                                                                |
| A-3(a)                | Typ 97 BM 2            | –                                                                                |
| A-3(b)                | Typ 1 Modell 2         | –                                                                                |
| A-3(c)                | Typ 2                  | –                                                                                |
| A-3(d)                | Typ 97 BM 2 Modell 1   | –                                                                                |
| A-3(e)                | Typ 3                  | –                                                                                |
| A-3(f)                | Typ 2 No. 50 Modell 1  | –                                                                                |
| A-3(g)                | –                      | für Yokosuka MXY-7 / „Baka“-Bombe                                                |
| A-5(a)                | –                      | 1-kg-Übungsbomben                                                                |
| B-2(a)                | Typ 99 No. 25          | –                                                                                |
| B-2(b)                | Typ 99 No. 80 BM 5     | 0,2 s Verzögerung                                                                |
| B-3(a)                | Typ 15 Modell 2        | –                                                                                |
| B-3(b)                | Typ 15 Modell 1        | –                                                                                |
| B-5(b)                | –                      | 1-kg-Hohlladungsbomben                                                           |
| B–5(c)                | –                      | 1-kg-Bomben                                                                      |
| B-6(a)                | Typ 97                 | –                                                                                |
| B-9(a)                | –                      | Ōka-Bombe                                                                        |
| B-10(a)               | –                      | Ōka-Bombe                                                                        |
| C-1(a)                | Typ 99 / Boden         | Verzögerung 30 min bis 125 h mit Entschärfungssicherung                          |
| C-2(a)                | Typ 99 / Kopf          | Verzögerung bis zu 125 h mit Entschärfungssicherung                              |
| D-2(a)                | –                      | ähnlich deutschem Zerlegezünder für 8,8-cm-Flugabwehrgranaten 0–50 s Verzögerung |
| D-2(b)                | –                      | ähnlich deutschem Zerlegezünder für 8,8-cm-Flugabwehrgranaten 5–20 s Verzögerung |
| D-2(c)                | –                      | ähnlich deutschem Zerlegezünder für 8,8-cm-Flugabwehrgranaten 0–20 s Verzögerung |
| D-3(a)                | –                      | Zerlegezünder für Fallschirmleuchtbomben                                         |
| D-4(a)                | –                      | Zerlegezünder für Fallschirmleucht- und Clusterbomben                            |
| –                     | Typ 3                  | elektrischer Abstandszünder                                                      |

### Experimentelle Zünder und Bombenleitsysteme
Typ 3 – Abstandszünder
Ein neuartiger Typ von Zünder, bei dem die Konstrukteure vollkommen mit den bisherigen Entwicklungen brachen, war der Typ-3-Zünder. Er wurde gegen Kriegsende einsatzbereit und löste die Explosion einer Bombe elektrisch aus, sobald ein Sensor an seiner Spitze ein optisches Signal registrierte. So sollte eine Bombe wenige Meter vor dem Aufschlag auf den Boden gezündet werden, um eine optimale Wirkung zu erzielen.
Der Kopf dieses Zünders unterteilte sich in eine Sende- und eine Empfangseinheit:
- Die Sendeeinheit beinhaltete eine Glühlampe für 12 Volt 50 Watt, mit einer Lichtstärke von 170 Kerzenstärken, deren Licht durch eine Linse mit 2,5 cm Brennweite fokussiert wurde. Der Lichtstrahl wurde nun durch eine sich schnell drehende Lochscheibe geleitet, so dass ein pulsierender Strahl aus 900–1000 Lichtblitzen pro Sekunde die Zünderspitze in Richtung Boden verließ. Dort traf es auf und wurde reflektiert.
- Die Empfängereinheit im benachbarten Teil des Zünders empfing ihrerseits Licht durch eine nach unten gerichtete Öffnung, von wo aus es durch eine Linse mit einer Brennweite von 15 cm auf einer mit Caesium beschichteten PL-50-V1-Fotozelle konzentriert wurde. Ein XB-767A-Argon-Thyratron war der Photozelle nachgeschaltet. Es versorgte die Zündvorrichtung der Bombe mit Strom, sobald Licht mit der Pulsfrequenz von 900 bis 1000 von der Photozelle in ausreichender Stärke empfangen wurde. Tageslicht oder Scheinwerferlicht hatte damit keinen Einfluss auf den Zünder. Die tatsächliche Höhe, in der die Bombe explodierte, hing von der Art der Oberfläche ab, die den Lichtstrahl reflektierte. War die Reflexion stark, zündete die Bombe in größerer Höhe als bei einer schwachen Reflexion.

Der Typ-3-Zünder wurde ab Juli 1944 begrenzt eingesetzt. Er kam auf zwei Sprengbombentypen zum Einsatz: der Typ 3 No. 80 Baumuster 31 Modell 1 (676 kg) und der Typ 3 No. 25 Baumuster 31 Modell 1 (190 kg). Beide Bomben trugen zusätzlich einen konventionellen Bodenzünder, um beim Versagen des Typ 3 die Explosion beim Aufschlag auszulösen. Da die Bauteile in den Bomben vor dem Einsatz auf Betriebstemperatur vorgewärmt werden mussten, konnten sie nur von größeren Flugzeugen mit entsprechenden Vorrichtungen eingesetzt werden:
- Typ 1 Bomber (Mitsubishi G4M): 4 × No. 25 oder eine No. 80
- Ginga (Yokosuka P1Y): 2 × No. 25 oder eine No. 80[39]

Oya-Ko – Abstandszünder
Die „Mutter“ (Oya) – „Tochter“ (Ko)-Bombe, Typ 5 No. 25 Baumuster 33, wurde mit dem gleichen Ziel wie der Typ-3-Zünder entwickelt: den Wirkungsgrad einer Bombe zu steigern, indem sie wenige Meter vor dem Aufschlag auf den Boden zur Explosion gebracht wurde. Hier wollte man das Problem mechanisch lösen und baute in die Spitze einer 220-kg-Bombe eine 20-kg-Kugel ein, die mit einem 30 Meter langen Kabel mit dem Zünder in der Trägerbombe verbunden war. Nach dem Abwurf der Bombe löste ein Aneroidbarometer in der Schwanzflosse der Trägerbombe auf etwa 1.000 Metern Höhe mehrere Bremsklappen aus, welche die Fallgeschwindigkeit der Trägerbombe schlagartig reduzierten, wobei die Tochterbombe sich aus ihrer Verankerung an der Spitze löste und der Mutterbombe voraus zum Boden fiel. Beim Aufschlag der Tochterbombe schickte ein Zünder in ihrer Spitze ein Signal durch das Kabel in die Mutterbombe, das diese noch in der Luft zur Explosion brachte. Für den Fall des Versagens des Abstandszünders war ein konventioneller Bodenzünder eingebaut. Die Bombe wurde im Krieg nicht mehr eingesetzt, die Entwicklung hatte aber bei Kriegsende schon ein fortgeschrittenes Stadium erreicht.
Kego – Zielsuchende Bombe

Zeichnung einer KEGO-Bombe, wie sie die US-Marine nach dem Krieg anfertigte

„Kego“ („Junge Seidenraupe“) war die Bezeichnung für eine Serie von zielsuchenden Bomben, die ein Zielschiff über dessen Hitzeabstrahlung erkennen und selbstständig angreifen sollten. Der Testträger „Kego-109“ mit 5,5 Metern Länge und 800 kg Gewicht war mit etwa 60 produzierten Mustern die häufigste Version. Die Bombe wurde nach dem Abwurf durch Bremsklappen verlangsamt, vier Flügel und vier Steuerflossen mit hydraulisch betriebenen Flächen konnten dann die Flugbahn im Fall beeinflussen. Ein Bolometer in der Nase der Bombe suchte nach Hitzequellen und steuerte die Bombe entsprechend. Die Waffe erreichte nie einen Entwicklungsstand, der ihren Einsatz im Krieg erlaubt hätte, dennoch wurde unter optimalen Testbedingungen eine Trefferquote von 10 % auf einem mit brennender Kohle gefüllten Zielschiff erreicht und die Ingenieure waren zuversichtlich, eine funktionierende Waffe entwickeln zu können.

## Lufttorpedos
Die Kaiserlich Japanische Marine produzierte eine Reihe von Torpedos, die von Flugzeugen abgeworfen werden konnten. Der Sprengkopf enthielt bei allen Modellen Typ-97-Sprengstoff – eine Mischung aus 60 % TNT und 40 % Hexyl, die bis 1944 durch einen Aufschlagzünder gezündet wurde. Ab 1944 trugen die Typ-91-Modelle einen Zünder, der die Explosion auslöste, wenn ein kleiner Schwimmkörper, der oberhalb der Nase des Torpedos geschleppt wurde, auf den Rumpf des Zielschiffs traf. So wurde die schlechter geschützte Unterseite der Ziele getroffen und größere Wirkung erzielt.
Der Typ-4-Torpedo, der kurz vor dem Kriegsende in Dienst gestellt wurde, trug als einziges Modell einen Hohlladungssprengkopf, der durch den Neumanns-Effekt die Zerstörungskraft der Ladung auf einen Punkt konzentrieren und so auch gegen tiefgestaffelte Schutzsysteme schwerer Kriegsschiffe besonders wirksam sein sollte.
| Bezeichnung                        | Gesamtgewicht | Länge  | Art und Größe der Sprenglandung | Geschwindigkeit Torpedo | Reichweite | max. Abwurfgeschwindigkeit Trägerflugzeug | Einführung    |
| ---------------------------------- | ------------- | ------ | ------------------------------- | ----------------------- | ---------- | ----------------------------------------- | ------------- |
| Typ 91 Modifikation 1              | 785,45 kg     | 5,28 m | Typ 97 – 150 kg                 | 42 kn                   | 2011 m     | 260 kn                                    | ab 1941       |
| Typ 91 Modifikation 2              | 836,36 kg     | 5,94 m | Typ 97 – 150 kg                 | 42 kn                   | 2011 m     | 260 kn                                    | ab 1941       |
| Typ 91 Modifikation 3              | 850,91 kg     | 5,28 m | Typ 97 – 204,5 kg               | 42 kn                   | 2011 m     | 260 kn                                    | ab 1942       |
| Typ 91 Modifikation 3 (verbessert) | 859,09 kg     | 5,28 m | Typ 97 – 240,91 kg              | 42 kn                   | 2011 m     | 300 kn                                    | ab 1943       |
| Typ 91 Modifikation 3 (verstärkt)  | 859,09 kg     | 5,28 m | Typ 97 – 240,91 kg              | 42 kn                   | 1500 m     | 350 kn                                    | ab 1944       |
| Typ 91 Modifikation 4 (verstärkt)  | 922,73 kg     | 5,28 m | Typ 97 – 309,09 kg              | 42 kn                   | 1500 m     | 350 kn                                    | ab 1944       |
| Typ 91 Modifikation 7 (verstärkt)  | 1054,55 kg    | 5,72 m | Typ 97 – 420 kg                 | 41 kn                   | 1500 m     | 350 kn                                    | ab 1944       |
| Typ 4 BM 2 (verstärkt)             | 986,36 kg     | 5,28 m | Typ 97 – 304,45 kg              | 42 kn                   | 1500 m     | 400 kn                                    | ab April 1945 |
| Typ 4 BM 4 (verstärkt)             | 1106,82 kg    | 5,72 m | Typ 97 – 418,18 kg              | 41 kn                   | 1500 m     | 400 kn                                    | ab April 1945 |

## Belege und Verweise

### Bemerkungen
1. ↑  Sprengstoff Typ 98 Mod 1. wird im USNTMJ-Dokument O-25 zur Sprengstoffproduktion auf Seite 8 mit einem Verhältnis von 60 zu 40 beschrieben.
2. ↑  OP 1667 zeigt die Typ 2 No. 50 Modell 1 auf Seite 52 in einer Zeichnung als tropfenförmige Konstruktion, während USNTMJ, O-23 sie auf Seite 22 als zylindrisch beschreibt.
3. ↑  Brandkörper waren kurze Stahlröhrchen, gefüllt mit 50 % Bariumnitrat und 50 % Aluminiumpulver.